# Anticyclone des Mascareignes
Pour les articles homonymes, voir Anticyclone (homonymie).

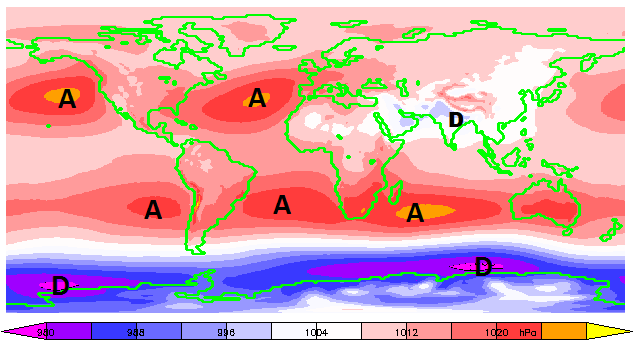
Pression moyenne au niveau de la mer autour de la Terre en juin, juillet et août montrant les centres d'action (A et D) dont celui des Mascareignes

L’anticyclone des Mascareignes désigne une région subtropicale située dans l’océan Indien, au sud-est de la position de l'archipel des Mascareignes au large de Madagascar, où en moyenne se retrouve une large zone de haute pression atmosphérique ou anticyclone. 
Ceci ne veut pas dire que la position et l'intensité de cet anticyclone soient permanentes, juste que l’on retrouve un anticyclone sur les cartes décrivant la moyenne mensuelle de la pression. En fait, la position de ce centre d'action peut se déplacer selon les saisons dans l'océan Indien entre les Mascareignes et la région à l'ouest de l'Australie.

## Formation

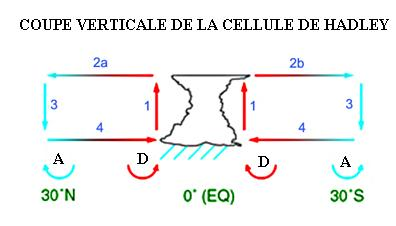
Les cellules de Hadley transportent chaleur et humidité des tropiques vers les latitudes moyennes.

Dans la région des latitudes des chevaux, soit dans la région en général entre 30 et 35 degrés de latitude nord et sud, on retrouve des anticyclones plus ou moins en permence. C'est la partie descendante des cellules de Hadley. En effet, près de l'équateur, où la force de Coriolis est assez faible, une circulation directe de l'air s'établit. Dans les bas niveaux de l'atmosphère, la différence de température entre l'équateur et les régions plus au nord moins réchauffées donne lieu à la zone de convergence intertropicale où l'air plus chaud se soulève à cause de la convergence et de la poussée d'Archimède. Par la suite, cet air se refroidit en altitude et redescend plus au nord et au sud. Le tout selon le diagramme ci-contre.

## Effets
La position de l'anticyclone des Mascareignes influence la pluviométrie et le déplacement des cyclones tropicaux dans l'océan Indien.   